# Јосиф Корнелијус Орурк
Јосиф Корнелијус Орурк (енгл. Joseph Cornelius O'Rourke; Дорпат, 1772 — Всељуб, 1849) био је руски племић и војсковођа ирског порекла који се борио у Наполеоновим ратовима и стекао чин генерал-потпуковника. Познат је по томе што је водио поход против Турака у Србији, где је комбинована руска и српска војска поразила Османско царство код Варварина 1810. године.
Орурк је за своје војне победе одликован орденима Светог Ђорђа, Александра Невског и Свете Ане. Његов портрет је уврштен у Војну галерију Зимског дворца, сада у саставу музеја Ермитаж. Споменик у част Орурка и његових људи подигнут је у Варварину 1910. године на стогодишњицу победе над Турцима.

## Порекло
Породица Орурк су првобитно били чланови јакобитског ирског племства; побегли су из Ирске након пораза од протестантских Вилијамоваца у бици на Бојну 1691. године. Већина породице преселила се као избеглице у Француску у то време. Оруркови су били истакнута галска аристократска породица која је изгубила земље у елизабетанским и кромвелским освајањима, а неколико чланова породице емигрирало је у Русију. Чланови породице су били потомци краљева Конота из деветог века и владали су древним краљевством Брајфне на северозападу земље све док нису збачени са места током елизабетанског освајања у шеснаестом веку.
Током владавине Елизабете у Русији у осамнаестом веку, један огранак Оруркових сели се у Ливонију, провинцију Руског царства у то време. Орурк је рођен у Дорпату (данашњи Тарту, Естонија) 1772. године. До тог времена, породица се удала и била је потпуно апсорбована у руско високо друштво. Према обичају своје класе, Орурк је одмах по рођењу уписан у Руску царску гарду. Његов отац је био гроф Корнелијус Орурк, који је пензионисан 1788. са чином генерал-мајора.
Након школовања у војној школи и војне обуке, прво је видео акцију као младић у Цириху против Француске револуционарне армије. Служио је под генералом Кутузовим 1805. године у бици код Аустерлица и одликован орденом Светог Ђорђа.
Након што је Наполеон извршио инвазију на Русију и стигао до Москве, Орурк је учествовао у одбрани и поразу Француза код Лајпцига, а одликован је Орденом Александра Невског. За своје подвиге у кампањи 1813–14, Орурк је одликован пруским гвозденим крстом, орденом Црвеног орла и шведским орденом мача. Његов портрет виси у музеју Ермитаж у Санкт Петербургу. У Србији му је 1910. године подигнут споменик. Током своје славне каријере добио је два златна мача за храброст, од којих је један био опточен дијамантима.

## Брак и породица
Орурк је држао огромно имање у близини Минска, на коме је радило хиљаду кметова. Оженио се и добио децу, међу њима шест синова.
Један син, Мајкл Орурк, ушао је у маринце као кадет и постигао одликовање у морнарици у 15. комплементу, поставши поручник до 1849. године.
Каснији потомак, Пољак Едвард Орурк, придружио се католичким редовима и постао бискуп Гдањска после Првог светског рата.

## Каснији живот
Између 1809. и 1812. Орурк је учествовао у рату против Турака. Када су Турци угрозили јужну ивицу царства, Орурк је о свом трошку опремио пук и кренуо у Србију да се бори против Отоманског царства. Он и његови људи борили су се за избављење Прахова, Беле Паланке, Сокобање и Јасике и однели одлучујућу победу код Варварина. Орурк је помогао да се област ослободи од доминације Турака и за своју службу је одликован Орденом Свете Ане.
Орурк је завршио своју војну каријеру као генерал-потпуковник и поново се борио против француских снага у Немачкој. Повукао се на своје имање у Всељубу код Минска, где је и умро 1849. године.